# Ailuronyx tachyscopaeus
Espèce
Statut de conservation UICN

 NT  : Quasi menacé
Ailuronyx tachyscopaeus est une espèce de geckos de la famille des Gekkonidae.

## Répartition
Cette espèce est endémique des Seychelles. Elle se rencontre à Mahé et à Praslin.

## Description
C'est un gecko arboricole, nocturne et insectivore.

## Publication originale
- Gerlach & Canning, 1996 : A new species of the Western Indian Ocean gecko Ailuronyx (Reptilia; Gekkonidae). Herpetological Journal, London, vol. 6, n. 2, p. 37-42.